# Gold Apollo AR924
El Gold Apollo AR924 es un buscapersonas alfanumérico unidireccional en formato barra que se vende bajo la marca de la empresa taiwanesa Gold Apollo. Según una declaración publicada por Gold Apollo en su página web el 18 de septiembre de 2024, no son los fabricantes del dispositivo utilizado en las explosiones de buscapersonas del Líbano de 2024, y en su lugar habían licenciado la marca a la empresa húngara BAC Consulting.
Este buscapersonas es conocido por haber tenido 5.000 unidades saboteadas compradas por Hezbollah que fueron detonadas simultáneamente el 17 de septiembre de 2024 unos segundos después de recibir un aparente mensaje del grupo.

## Especificación del buscapersonas original y modificado
El buscapersonas programable por PC y programable manualmenta pesa 90 g, y mide 7,3 cm de ancho, 5 cm de alto y 2,7 cm de grosor. Tiene cuatro botones con desplazamiento bidireccional, una pantalla LCD de cuatro líneas y una batería de litio extraíble, recargable a través de un conector USB-C, que dura hasta 85 días con 2,5 horas de carga.
El AR924 permite al usuario almacenar hasta 30 mensajes con una longitud máxima de 100 caracteres. Su tasa de transferencia de datos es 512/1200/2400 bit/s para POCSAG.
El buscapersonas modificado tenía espacio suficiente para una pequeña carga explosiva, suficiente para causar lesiones graves o fatales cuando se sostenía cerca de la cara, y se cree que emitió un pitido durante varios segundos a las 15:30 hora local del 17 de septiembre de 2024, dando tiempo para que lo acercaran a la cara para leer un mensaje esperado de Hezbolá, y luego detonó.

## Ventas
El modelo AR924 no está disponible para la venta en Taiwán ni en los Estados Unidos. En términos más generales, las exportaciones directas de buscapersonas fabricados por Gold Apollo desde Taiwán ascienden a unos 260.000 equipos entre principios de 2022 y agosto de 2024 (incluidos más de 40.000 entre enero y agosto de 2024), principalmente a Estados Unidos, Hong Kong y Australia, según el Ministerio de Asuntos Económicos de Taiwán.
Las cifras del ministerio no registraron exportaciones directas de ningún buscapersonas fabricado por Gold Apollo desde Taiwán al Líbano durante el mismo período, aunque no se pueden descartar exportaciones indirectas a través de terceros.

## Fabricación israelí y explosiones en el Líbano
Se cree que el personal de inteligencia israelí fabricó los buscapersonas que fueron enviados a Hezbolá junto con los explosivos en la batería.
El 17 de septiembre de 2024, alrededor de las 15:30 hora local, unos 5.000 buscapersonas AR924 explotaron casi simultáneamente en el Líbano y partes de Siria, matando a 12 personas e hiriendo a más de 2.750. Las explosiones parecieron ser un ataque coordinado contra el partido político chiita libanés y el grupo paramilitar Hezbolá. Se dice que unos 500 miembros de Hezbolá perdieron la vista en las explosiones; sin embargo, no se dieron más detalles sobre esta cifra.
Las fotografías que circularon inicialmente de los buscapersonas dañados mostraban componentes con el logotipo de Gold Apollo, lo que dio lugar a especulaciones en línea de que los buscapersonas involucrados provenían de sus fábricas en Taiwán.
Al día siguiente, el fundador de Gold Apollo, Hsu Ching-Kuang, dijo a los periodistas en Taiwán que la compañía no fabricó los buscapersonas involucrados en las explosiones, sino que fueron hechos por su socio de largo plazo, la empresa húngara BAC Consulting KFT, bajo una licencia que había estado vigente durante tres años. BAC Consulting KFT colaboró con Gold Apollo y representó muchos de sus productos. Sin embargo, Gold Apollo no proporcionó ninguna prueba del contrato. La emisora alemana Deutsche Welle (DW) visitó la dirección oficial de BAC en Budapest, pero en la puerta sólo encontró una hoja de papel con el nombre de la empresa; nadie respondió al timbre. Dw citó al New York Times, que informó que BAC y al menos otras dos empresas fantasma eran parte de una fachada israelí, destinada a ocultar vínculos con oficiales de inteligencia israelíes. Cristiana Bársony-Arcidiacono, CEO de BAC Consultancy, explicó que eran intermediarios y no estaban involucrados en la fabricación de los dispositivos.